# 1991 BA
1991 BA は、アポロ群に属する地球近傍天体の1つである。

## 概要
アリゾナ大学のスペースウォッチプロジェクトによって、1991年1月18日の協定世界時 (UTC) 5時25分頃に発見された。絶対等級は28.7等級しかなく、直径約6m、質量約350トンと推定されている微小な小惑星もしくは流星物質である。発見時は最も小さな天体であった。近日点がほぼ金星の軌道に接する、離心率0.67のかなりゆがんだ楕円軌道を約3.24年で公転している。

## 地球への接近
1991年1月18日、発見から約半日後の17時19分に、1991 BA は地球に最接近した。この時の距離は13万9000km (0.0009299AU) で、月軌道の内側まで入り込んでいた。また、約4時間後の21時40分頃には月に最接近し、その距離は39万6700km (0.002652AU) だった。

## 衝突のリスク
1991 BA は、発見当日の1991年1月18日にたった7回観測されただけであり、軌道を正確に定めるには観測データが揃っていないが、21世紀中に少なくとも9回地球に接近し、そのうち2023年1月18日には0.000099%の確率で地球に衝突する可能性がある。
仮に衝突した場合、地球との相対速度は秒速21.39kmで、約80兆ジュールという、広島型原爆と長崎型原爆の間ぐらいのエネルギーを放出すると計算されている。しかし、直径が約6mという微小な天体であるため、仮に大気圏に突入した場合、途中で蒸発してしまうだろうとも考えられている。このような衝突は1年に1回程度の割合でおきていると考えられている。